# Hans Bringolf
 Hans Ormund Bringolf, né le 11 janvier 1876 à Baden-Baden et mort le 4 mars 1951 à Hallau, est un militaire et aventurier suisse.

## Biographie
Né de Johann, colonel de cavalerie suisse et entrepreneur et de Catharina Starikoff née Russe, il a fait son service dans l'armée suisse et doit son surnom de feu le lieutenant Bringolf au fait qu'il était souvent déclaré mort lors des exercices. Il sert dans les services diplomatiques suisses jusqu'en 1904, année à laquelle il est radié pour fausses écritures. 
Il émigre ensuite aux États-Unis, commande une unité américaine aux Philippines de 1906 à 1908. Il est emprisonné à Lima pour fraude puis à Mannheim.
Avec la déclaration de la Grande Guerre, il s'engage dans la Légion où il se fait un nom, Le lion de Monastir. 
Il se retire en Suisse et écrit le roman de sa vie, publiée en 1927. Il est traduit par Blaise Cendrars.

### Publications
- Lebensroman des Leutnant Bringolf Selig, (1927) ;
- Ein Schweizer Abenteurer in Fremden Diensten, (1942).

Traduction : 
- Blaise Cendrars, Feu le lieutenant Bringolf, coll. No 1 "Les têtes brulées", Au sans pareil, 1930.